# 戈達加里烏帕齊拉
戈達加里乌帕齐拉是孟加拉国拉傑沙希縣的一个乌帕齐拉，位於拉傑沙希专区的拉傑沙希縣。

## 人口
據1991年孟加拉國人口普查，戈達加里共有戶數40,011戶，人口217811人。其中男性佔比50.88%，女性佔比49.12%；成年人口108,869人。該地7歲以上人口之平均識字率為27.6%。